# Fülöpi láprétek
Fülöpi láprétek este o arie protejată (arie specială de conservare — SAC, sit de importanță comunitară — SCI) din Ungaria întinsă pe o suprafață de 22,36 ha, integral pe uscat.

## Localizare
Centrul sitului Fülöpi láprétek este situat la coordonatele 47°35′30″N 22°06′29″E / 47.591667°N 22.108056°E.

## Înființare
Situl Fülöpi láprétek a fost declarat sit de importanță comunitară în mai 2004 pentru a proteja 1 specie de plante și 3 specii de animale. Situl a fost protejat și ca arie specială de conservare în februarie 2010.

## Biodiversitate
Situată în ecoregiunea panonică, aria protejată conține 5 habitate naturale: Fânețe de joasă altitudine (Alopecurus pratensis, Sanguisorba officinalis), Mlaștini alcaline, Păduri aluvionare cu Alnus glutinosa și Fraxinus excelsior (Alno-Padion, Alnion incanae, Salicion albae), Pajiști cu Molinia pe soluri calcaroase, turboase sau argilos-nămoloase (Molinion caeruleae), Stepe panonice nisipoase.
La baza desemnării sitului se află mai multe specii protejate:
- plante (1): Angelica palustris
- nevertebrate (2): fluturele purpuriu (Lycaena dispar), Maculinea teleius
- reptile (1): țestoasa de baltă (Emys orbicularis)

Pe lângă speciile protejate, pe teritoriul sitului au mai fost identificate 6 specii de plante.